# Форт Копакабана
Форт Копакабана (порт. Forte de Copacabana) — форт береговой обороны в Рио-де-Жанейро (Бразилия), построенный в начале XX века для прикрытия бухты Рио-де-Жанейро и городского берега в районе Копакабана. Форт, на вооружении которого находились две двухорудийные башни калибра 305 мм и 190 мм, стал в 1922 году местом так называемого «бунта восемнадцати» — мятежа офицеров-тенентистов против режима Эпитасиу Песоа. С 1987 года в форте располагается музей бразильской армии и артиллерии. В 2013 году на территории форта начато строительство пляжного клуба. В ходе Олимпийских игр 2016 года форт стал местом проведения соревнований по триатлону и плаванию в открытой воде, а на Паралимпийских играх 2016 года — по паратриатлону.

## История
Регион Гуанабара, в котором расположен город Рио-де-Жанейро, носил стратегическое значение для португальских колоний, а позднее суверенной Бразилии. Поэтому береговые укрепления в районе залива Рио-де-Жанейро начали возводиться ещё в середине XVI века. Строительство нового форта Копакабана в 1908 году началось в условиях реформы бразильских вооружённых сил, начатой в конце XIX века при президенте Флориану Пейшоту. Местом для строительства был выбран скалистый мыс у входа в залив Гуанабара, где прежде располагалась церковь Богоматери Копакабанской. Расположение и форма мыса превращали его в идеальное место для расположения дальнобойной береговой артиллерии. Уже в XVIII веке здесь впервые расположилась батарея береговой обороны, но в её состав входили лишь несколько маломощных орудий. В начале XX века маршал Эрмес да Фонсека утвердил проект нового форта, оснащённого современными крупповскими пушками.
16 декабря 1907 года майору Эужениу Луису Франку-Филью было поручено строительство нового форта, и 5 января 1908 года в присутствии президента Афонсу Пены и маршала Эрмеса да Фонсеки заложен краеугольный камень нового укрепления. Строительство, продолжавшееся до 1914 года, обошлось примерно в 3 миллиона реалов. Согласно утверждённому плану, в форте разместились две двухорудийные башни — две пушки главного калибра (305 мм) с дальнобойностью до 23 км в башне «Дуке де Кашиас» и два 190-мм орудия в башне «Андре Видал». Производителем всех четырёх орудий была фирма Friedrich Krupp. Помимо этого, в боковых казематах «Рикарду Франку» и «Антониу Жуан» разместились скорострельные 75-мм орудия. Боковые стены форта составляли в толщину 12 метров. В целом по завершении работ форт представлял из себя самое мощное крепостное сооружение Южной Америки. Хотя вся артиллерия форта была в рабочем состоянии уже к концу 1913 года, его официальное вступление в строй состоялось лишь 28 сентября 1914 года — снова в присутствии маршала Фонсеки, к этому моменту занявшего президентское кресло.
В дальнейшем форт Копакабана был центром важных событий бразильских гражданских войн. Именно здесь 5 июля 1922 года произошёл так называемый «Бунт восемнадцати», когда мятежные офицеры-тенентисты, выступившие против президента Эпитасиу Песоа и его предполагаемого преемника Артура Бернардиса, захватили контроль на фортом и развернули его сверхмощные орудия в сторону Рио-де-Жанейро. Мятеж был подавлен при участии авиации и двух правительственных линкоров «Сан-Паулу» и «Минас Жерайс». В 1924 году форт, уже сражавшийся на стороне правительства, снова вёл артиллерийскую дуэль с «Сан-Паулу», на сей раз оказавшимся в руках тенентистов, чтобы предотвратить их бегство в провинцию Сан-Паулу. Во время революции 1930 года форт Копакабана служил местом заключения экс-президента Вашингтона Луиса перед его высылкой в Европу. Во время государственного переворота 1964 года форт служил местом собраний революционного командования.

## Музей и культурный центр
В 1987 году, с роспуском частей береговой артиллерии Бразилии, форт Копакабана, утративший своё оборонительное значение, был превращён в музей истории бразильской армии и артиллерии. На территории форта проводятся также культурные мероприятия — церемония смены караула, концерты крепостного оркестра, подводные экскурсии «Встреча с Рифом». Количество посетителей форта, в 2006 году составлявшее около 200 тысяч человек, к 2009 году выросло до примерно 550 тысяч.
Центральной частью музея являются укрепления и крепостная артиллерия форта Копакабана. Посетителям представлены все калибры артиллерии форта — 305, 190 и 75-мм орудия, а также различные служебные и жилые помещения форта, включая казармы, склад боеприпасов, наблюдательный пост, телеграфную станцию, водяную цистерну и кухни.
Экспонаты музея
- Орудия форта
- 6-дюймовое орудие береговой обороны Vickers Mk XIX
- Пятиствольная револьверная 37-мм пушка Гочкиса
- Снарядный погреб
- 75-мм горное орудие Bofors C28 Model 1926

Постоянная экспозиция «Формирование нации и армии» действует в форте Копакабана с 1996 года. Среди тем, освещаемых экспозицией, — история открытия и колонизации Бразилии, территориальная экспансия и войны, которые вела страна. Особое место в экспозиции уделено битве 1648 года на реке Гуарарапис, положившей конец голландской оккупации Бразилии, провозглашению независимости Бразилии и участию страны в войне Тройного союза. Две центральных фигуры в экспозиции — почитаемые в Бразилии маршалы Луиш Алвиш ди Лима и Силва, герцог Кашиас, и Деодору да Фонсека, первый президент республиканской Бразилии.
В Зале Республики представлена эволюция бразильской армии в республиканский период, включая восстание флота в 1893—1894 годах, войну Канудус и действия маршала Кандиду Рондона по укреплению территориального единства страны, в том числе реликвии периода переговоров с индейскими племенами Амазонии. Отдельные разделы посвящены «Бунту восемнадцати», происходившему в самом форте Копакабана, и участию бразильского экспедиционного корпуса во Второй мировой войне. В Зале Президентов собраны коллекции, связанные с правлением различных президентов Бразилии.
С целью увеличения доходов в 2012 году часть территории форта, принадлежащей бразильской армии, была передана в аренду в частные руки. На этой территории разместится платный пляжный клуб Aqueloo с эксклюзивным рестораном и диско-клубом. В ходе Олимпийских игр 2016 года форт стал местом проведения соревнований по триатлону и плаванию в открытой воде, а на Паралимпийских играх 2016 года — по паратриатлону.